# Grand Noir du Berry
De Grand Noir du Berry is een ras van vrij grote ezels uit Frankrijk. Het is een relatief nieuw ras dat in 1994 erkend werd. Hij heeft een edele uitstraling, dankzij zijn krachtige en toch sierlijke lijf en zijn kleur.

## Geschiedenis
De voorouders van deze ezel werden gebruikt door boeren uit de provincie Berry in Frankrijk als last- en trekdier. Tot in de negentiende eeuw hebben ze geholpen om schepen door de kanalen te slepen.

## Exterieur
De Grand Noir du Berry is (zoals de naam al zegt) zwart of bruinzwart van kleur. De zomervacht is opvallend kort. Rondom de heldere, wakkere ogen zitten grijswitte kringen, de neus is ook grijswit, soms met een roodachtige rand. Ook de onderzijde van de buik is grijswit van kleur. Het hoofd is vrij lang en bij de mannelijke dieren vrij breed. De neuslijn is recht en neigt soms naar een ramsneus. Mannelijke dieren hebben over het algemeen een stokmaat rond de 135/145 cm. Merries zijn wat kleiner en hebben als minimum een stokmaat van 130 cm. De nek is sterk en de rug is recht, de achterhand kort en iets aflopend.

## Karakter
De Grand Noir du Berry is een vriendelijke en werklustige ezel, net als zijn voorouders.

## Gebruik
Tegenwoordig wordt de Grand Noir du Berry als gezelschapsdier gehouden. Gezien zijn vrij grote stokmaat is hij ideaal als rijdier voor kinderen, of als menezel. Vroeger werden de voorouders van de Grand Noir du Berry ingezet als last- en trekdier.
Abessijnse ezel ·
Albanese ezel ·
Algerijn ·
Amerikaanse mini-ezel ·
Amiata ·
Anatolische ezel ·
Andalusische ezel ·
Ane Gascogne ·
Arcadische ezel ·
Argentato di Sologno ·
Asinara ·
Asino Sardo ·
Asno Balear ·
Asno de las Encartaciones ·
Balkan ezel ·
Barockesel ·
Bourbonnais ·
Bulgaarse ezel ·
Burro ·
Castel Morrone ·
Catalaanse ezel ·
Corsicaanse ezel ·
Cotentin ·
Cyprus ezel ·
Dwergezel ·
Ellinikon ·
Fariñeiro ·
Graciosa ·
Grand Noir du Berry ·
Grigio Siciliano ·
Herzegovijnse ezel ·
Huisezel ·
Ierse ezel ·
Indische wilde ezel ·
Istarski Magarac ·
Karakacan ·
Kiang ·
L'Âne de L'Ile de Ré ·
Majorera ezel ·
Mallorcaanse ezel ·
Maltese ezel ·
Mammoth Jackstock ·
Martina Franca ·
Merzifon ·
Mirandese ezel ·
Mongoolse wilde ezel ·
Muildier/muilezel ·
Mula ·
Normandische ezel ·
Nubische wilde ezel ·
Onager ·
Pantelleria ·
Parlagi Szamár ·
Pantesco ·
Pega ·
Poitou-ezel ·
Ponui ·
Primorsko Dinarski Magarac ·
Provençaalse ezel ·
Pyrenese ezel ·
Ragusa ·
Romagnolo ·
Sardijnse ezel ·
Sjeverno-Jadranski Magarac ·
Somalische wilde ezel ·
Spotted donkey ·
Standard donkey ·
Thüringer Waldesel ·
Verbeterde Hongaarse ezel ·
Viterbese ·
Waalse ezel ·
Wilde ezel ·
Zamorano-Leonés ·
Zweedse ezel